# (1452) Hunnia
(1452) Hunnia ist ein Asteroid des Hauptgürtels, der am 26. Februar 1938 von dem ungarischen Astronomen György Kulin am Konkoly-Observatorium in Budapest entdeckt wurde.
Der Name des Asteroiden ist abgeleitet von dem „Land der Hunnen“ als eine stilistische Alternative zu Ungarn.